# Capilla de San Roque (Pontevedra)
La Capilla de San Roque es un edificio religioso católico, con categoría de capilla, situado en el barrio de A Moureira de la ciudad española de Pontevedra, en la calle San Roque, muy cerca del puerto de Corvaceiras.

## Historia
Fue la primera iglesia de los Dominicos en la ciudad.  En la Edad Media, los habitantes de Pontevedra ya habían construido una capilla en el curso bajo del río Gafos para buscar el refugio y protección de San Roque, cerca del antiguo hospital de San Lázaro, que albergaba a los enfermos infecciosos.
La capilla se levantó inicialmente en la zona de Corvaceiras, cerca del puerto, como símbolo de protección contra la peste que pudiera llegar de ultramar. Con el tiempo, la capilla fue trasladada varias veces, hasta que se instaló en su ubicación actual en 1862. En 1901, la capilla fue reformada y ampliada pasando de una sola nave a un crucero. En octubre de 1956, se proyectó una nueva ampliación de la capilla con la construcción de un nuevo volumen transversal, y el resultado de esta remodelación se inauguró el 16 de agosto de 1962.
El 11 de agosto de 2017, la capilla de San Roque inauguró nuevas campanas, copia fiel de las anteriores que datan de 1871.

## Descripción
Se trata de una capilla neoclásica con añadidos románicos, de planta cuadrada y con una sola nave. Algunos de los vestigios románicos, como las columnas unidas de cuatro en cuatro para formar tres grandes ventanas, pertenecen a la iglesia del antiguo monasterio de Casteláns, en el municipio de Covelo, cuyas piedras, al ser demolida, fueron repartidas por distintos lugares de la provincia de Pontevedra.
En la fachada lateral este, hay pequeñas columnas unidas en grupos de cuatro para formar ventanas, y en las fachadas laterales y en la cabecera, canecillos románicos, algunos de ellos añadidos a imitación de los antiguos. Los motivos de los canecillos son variados: nacelas, cabezas monstruosas, figuras barbadas, decoración vegetal y geométrica, veneras, figuras de animales (oso, sapo).
En la fachada principal destaca el campanario. En uno de sus lados se encuentra la imagen de San Roque. Las puertas de entrada a la capilla están coronadas por arcos rebajados. La portada de la fachada este tiene un gran óculo sobre la puerta y termina en un frontón triangular. La capilla está rodeada por un sencillo muro de piedra que sirve de pequeño atrio.
El interior de la capilla está dominado por el altar mayor de madera policromada. En la parte superior hay un medallón con la inscripción "Ave María Purísima". En una hornacina en el centro se encuentra la imagen de San Roque, a la derecha el Sagrado Corazón de Jesús y la Reina de la Paz con una paloma en la mano derecha, y a la izquierda la Virgen del Rosario y San Pedro.
En los brazos del crucero, en los altares laterales, a la derecha, está San Telmo. A la izquierda, Nuestra Señora de los Dolores, la Virgen del Carmen y San Sebastián, a quien la ciudad rinde homenaje cada 20 de enero desde 1515, durante el Voto de la Ciudad, por haberla librado de la peste. Toda la capilla tiene techos blancos, como muchas iglesias portuguesas.

## Cultura
La imagen de San Roque participa en la procesión del Corpus Christi y recorre el barrio marinero, al que da nombre, durante la procesión del 16 de agosto.

## Galería de imágenes

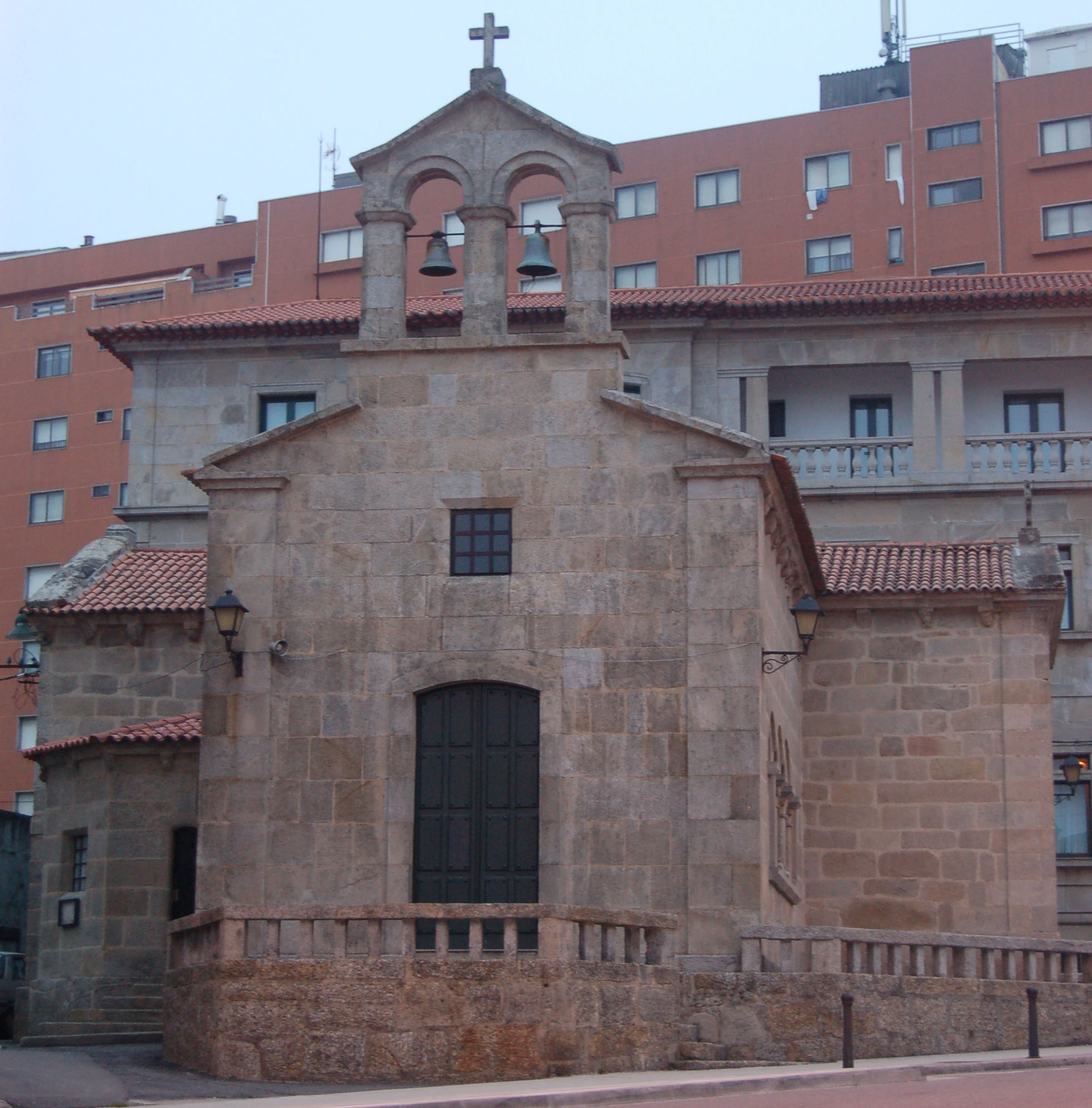
Fachada principal y campanario
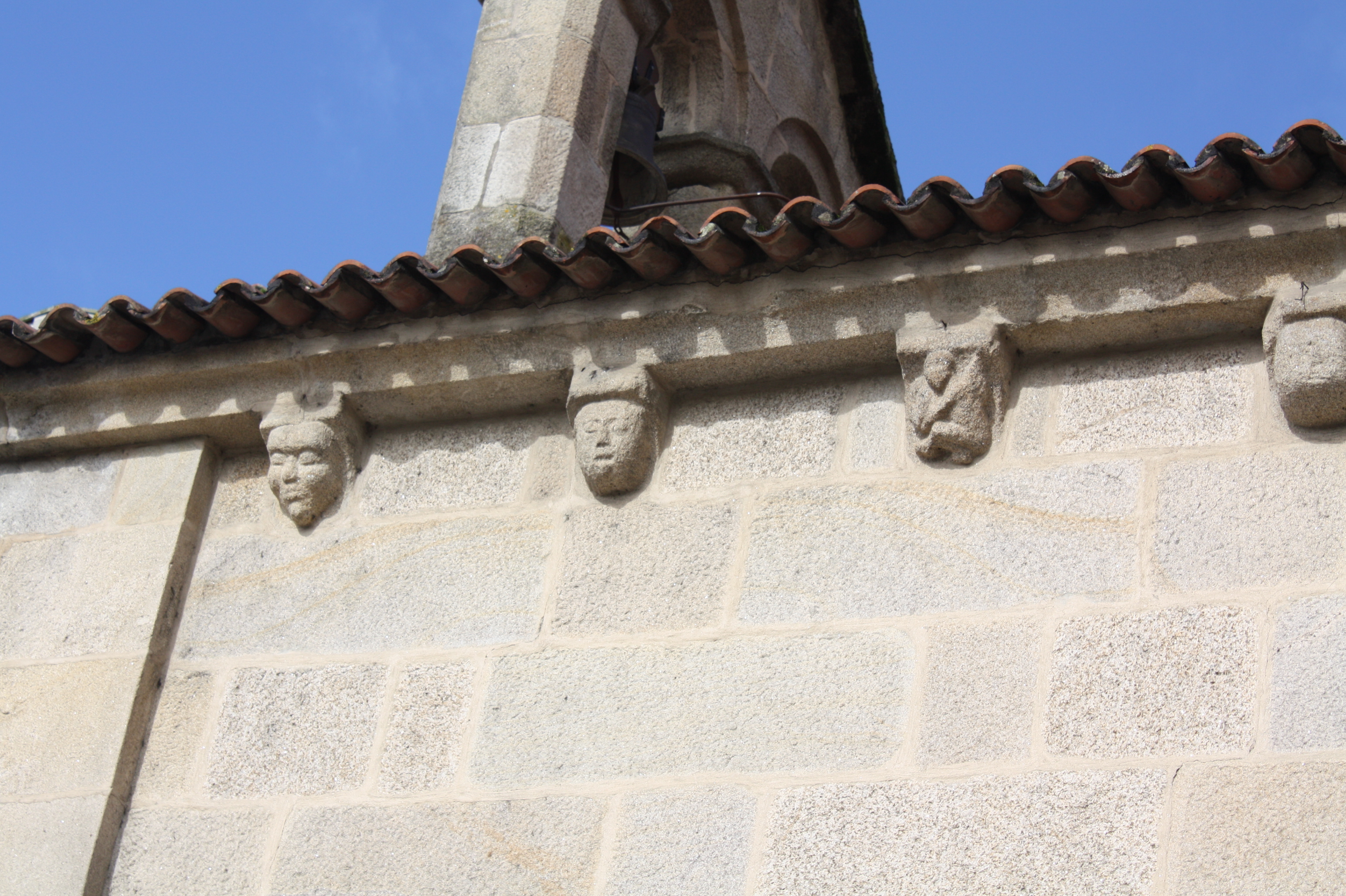
Canecillos románicos
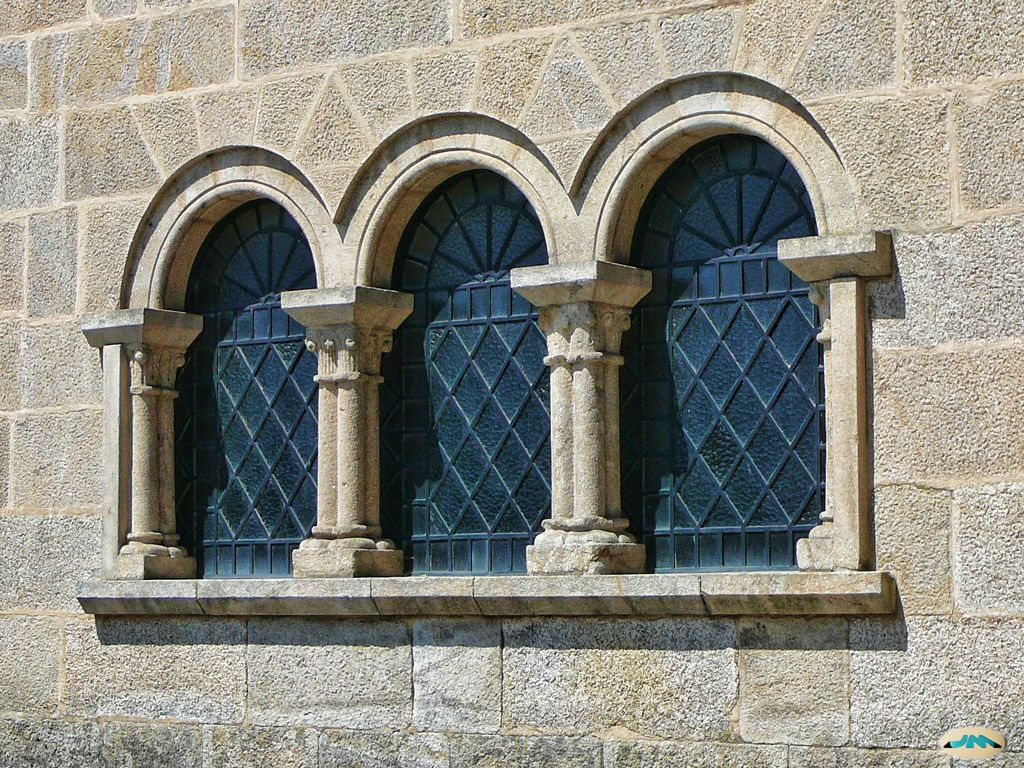
Arcos y columnas románicas de la fachada lateral
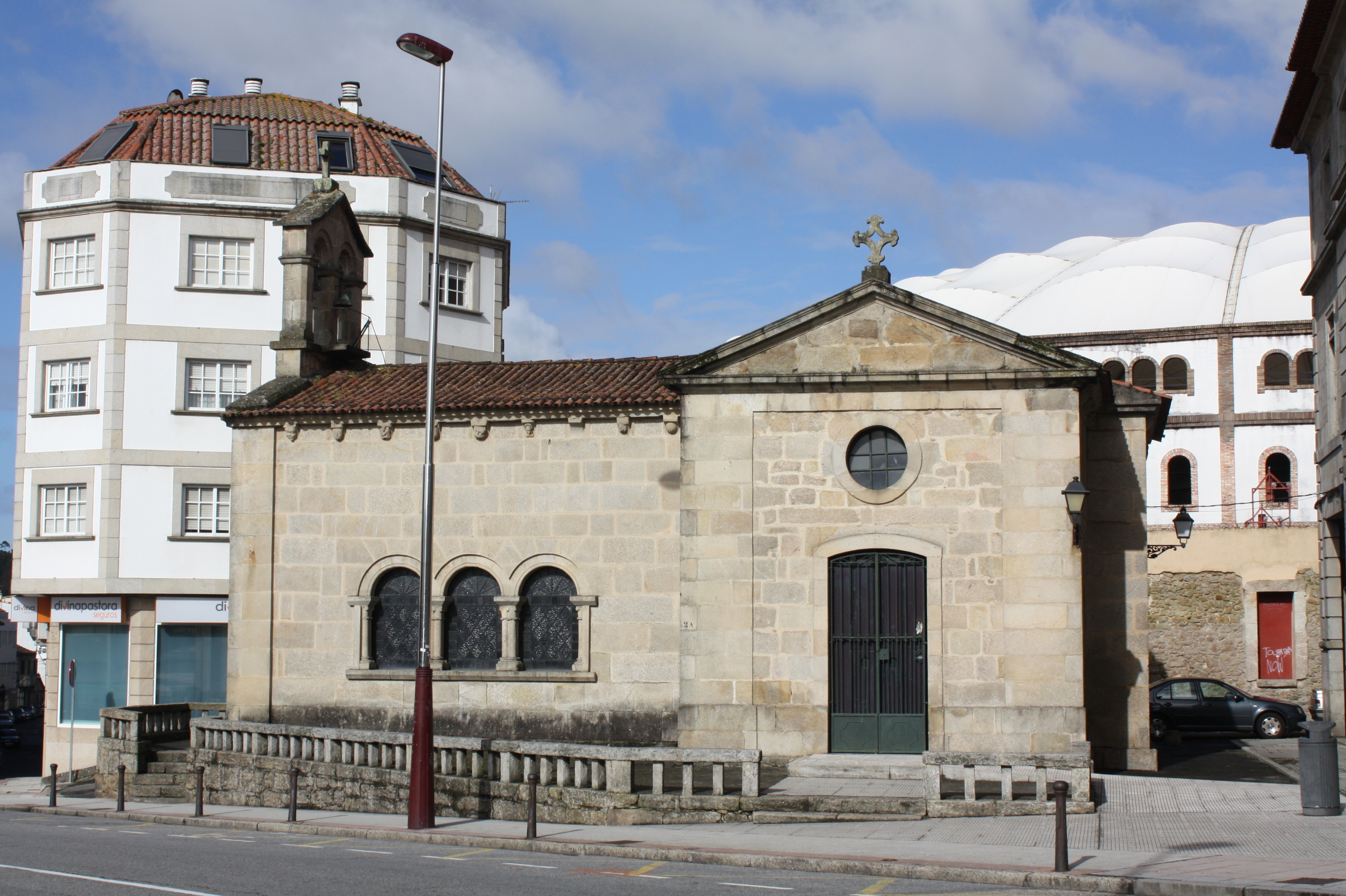
Fachada lateral
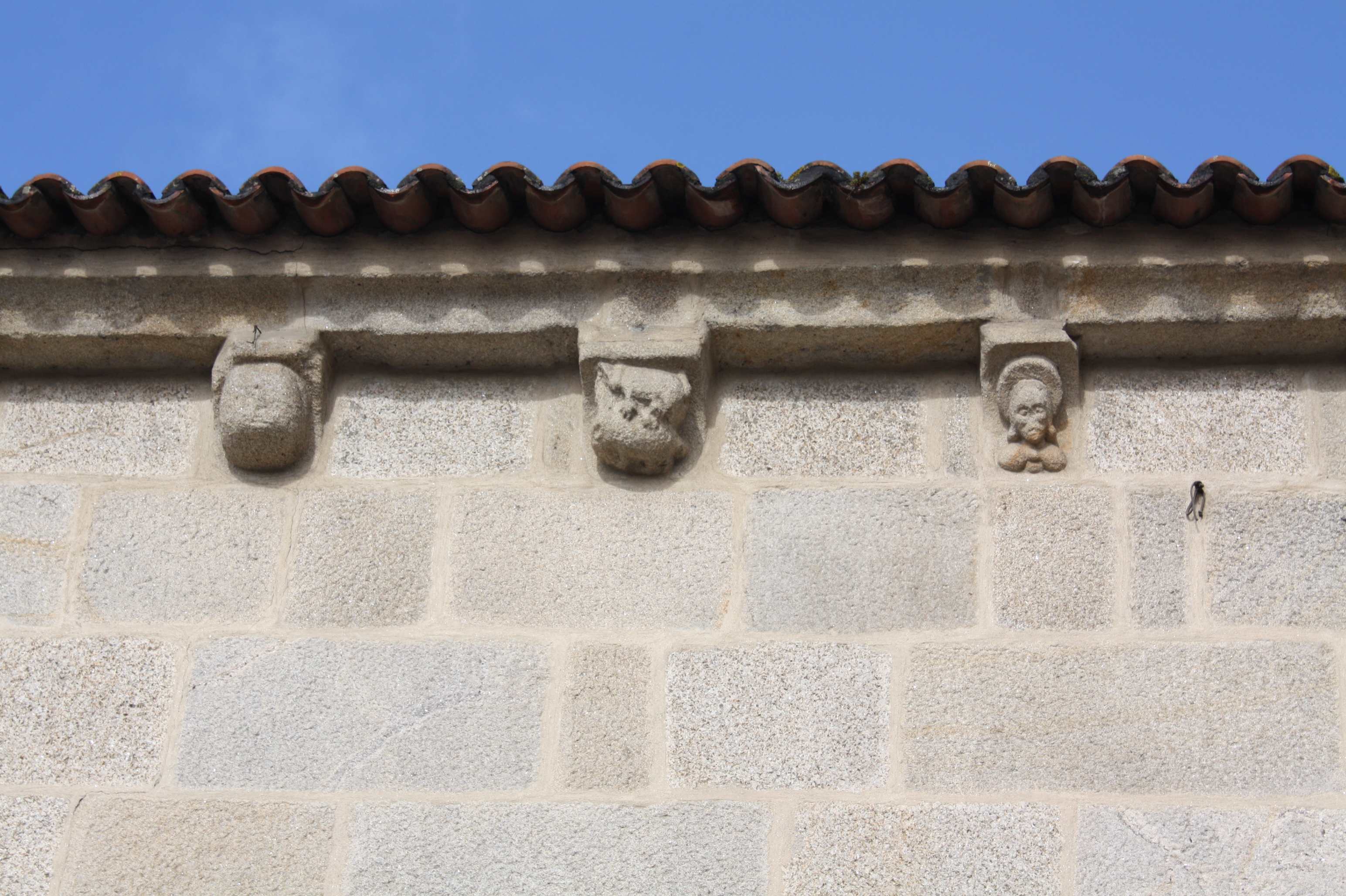
Canecillos románicos
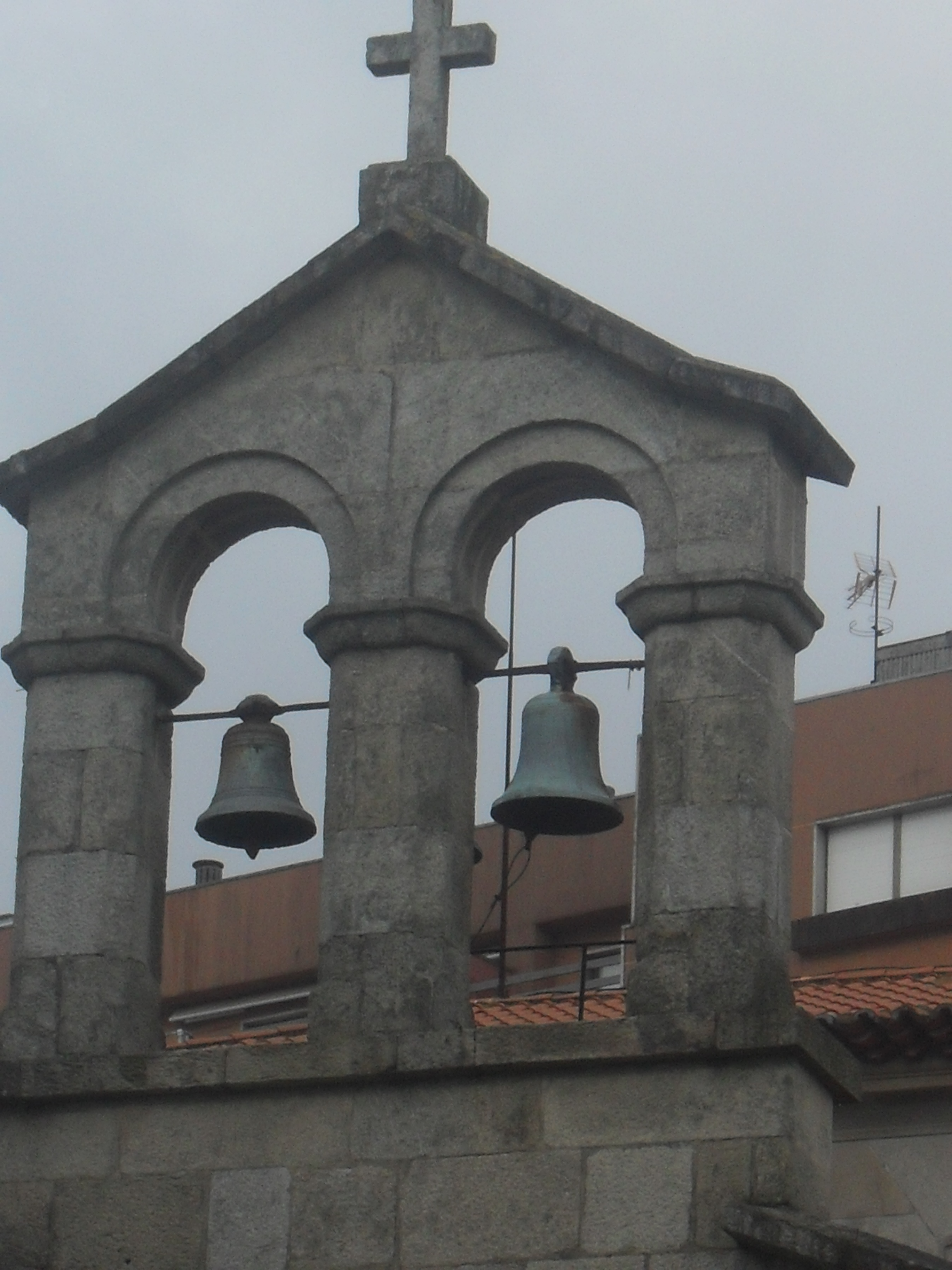
Campanario de la capilla